# Naby Keïta
Pour les articles homonymes, voir Keita.
Naby Keïta, né le 10 février 1995 à Conakry (Guinée), est un footballeur international guinéen qui joue au poste de milieu relayeur à Ferencváros TC, en prêt du Werder Brême.
Premier guinéen en finale de la ligue des champions avec Liverpool, il connaît une véritable ascension en 2014 lors de ses premiers matchs sur la scène de la Ligue des Champions avec le Red Bull Salzbourg. La même année, Keïta dispute son premier match pour la Guinée.
En 2017, il est vice-champion d'Allemagne avec le RB Leipzig, confirmant tous les espoirs placés en lui, et signe à Liverpool pour environ soixante millions d'euros.

## Biographie

### Carrière en club

#### Premiers pas de FC Atouga à Santoba de Conakry
Formé à Atouga foot, Naby Keïta a rejoint le Santoba FC  en 2011, marquant le début de son ascension dans le football guinéen.

### Débuts professionnels au FC Istres
Désirant jouer en France, il fait d'abord début 2011 un essai à Lorient qui est non concluant, puis quelque temps plus tard au Mans qui là encore ne lui permet pas de décrocher un contrat. Toutefois, il refuse de rentrer au pays et continue de vouloir percer en France. Il est hébergé par son coéquipier guinéen Guy-Michel Landel et par son ami Firmino Dialito  qui évolue au Mans.
Il participe à un tournoi de détection organisé à Marseille par Dianbobo Baldé. Istres le repère et le fait signer en novembre 2013. Naby Keita commence à jouer en France en Ligue 2. Les dirigeants de son nouveau club ne vont pas le regretter. En 23 matchs, le natif de Conakry va marquer 4 buts et délivrer 9 passes décisives. Au total, il aura apporté durant la saison 20 points à son équipe. Malgré tout, cela ne sera pas suffisant pour sauver le club provençal de la relégation en National,. Istres termine effectivement 19e avec 36 points.
Malgré la relégation de son club, Naby Keita est la révélation de la Ligue 2 et plusieurs clubs de Ligue 1 et d'Europe sont intéressés par ses talents. Il choisit de poursuivre sa carrière au Red Bull Salzbourg pour 1,5 million d'euros.

#### Red Bull Salzbourg

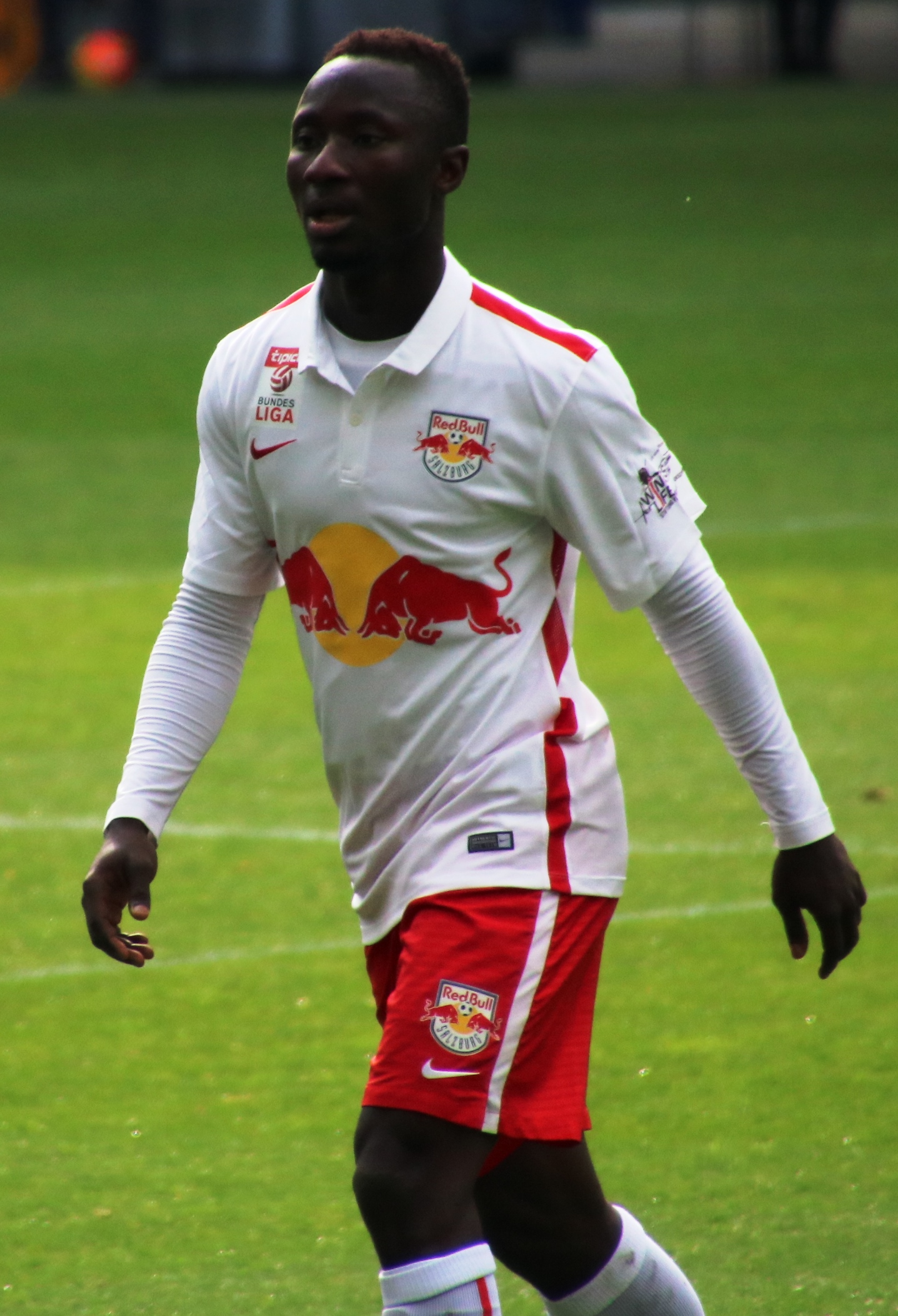
Naby Keïta avec le Red Bull Salzbourg en 2016.

Il connaît des débuts difficiles en Autriche. Pendant longtemps, son compteur reste bloqué à zéro tant au niveau des buts que des passes décisives. Il parvient à retrouver le chemin des filets le 27 novembre 2014 en marquant dans les dernières minutes du match face au Celtic Glasgow en Coupe d'Europe, contribuant à la victoire (1-3) de son club. Il devra tout de même attendre la rencontre face au SV Ried lors de la 21e journée le 22 février 2015 pour marquer son premier but en championnat. Au terme de la saison, il remporte le championnat et la coupe d'Autriche. Il a aussi disputé 42 matchs et marqué 6 fois.
Pour sa deuxième saison chez le club autrichien, il est un des hommes forts de son équipe qui connaît un début de saison bien difficile. Il marque dès le premier match du championnat contre le SV Mattersburg, mais ne peut empêcher la défaite de son équipe (1-2) puis inscrit son deuxième but face au FC Admira permettant aux siens d'arracher le match nul (2-2) et d'inscrire leur premier point. Il remarque à nouveau face au SC Rheindorf Altach confirmant sa très grande forme. Cependant, il souffre de douleurs au niveau des adducteurs lors du match contre le Dynamo Minsk comptant pour les barrages de la Ligue Europa, ce qui le tient éloigné des terrains pendant trois semaines. Il fait son retour face à Grodig remporté (4-2) à domicile et marque le troisième but des siens. Cela porte déjà à 4 son nombre de buts de la saison. Lors de la large victoire (8-0) contre Admira, il inscrit un but et délivre deux passes décisives. D'abord une à Jonathan Soriano puis une seconde à Takumi Minamino. Ce succès permet au club d'occuper pour la première fois de la saison la tête du classement avec 24 points à égalité avec Le Rapid de Vienne mais avantagé par la différence de buts. Il remarque dès le match suivant contre le SV Ried, ce qui est sa sixième réalisation de la saison. Son septième est inscrit lors de l'opposition face au SK Sturm Graz qui se solde par une nouvelle victoire (3-1). Lui et son club connaissent par la suite une légère disette, concédant en effet 3 matchs nuls avec seulement deux buts marqués. Néanmoins, après avoir fait la passe du premier but à Soriano, il trouve de nouveau le chemin des filets lors du derby contre le Rapid Vienne juste avant la trêve hivernale. La rencontre est gagnée par Salzbourg (2-0). Sur cette première partie de la saison, il a marqué 8 buts et fait 7 passes décisives en 18 rencontres. Au vu de sa forme époustouflante, il est sacré meilleur joueur de l'année 2015 dans son club.

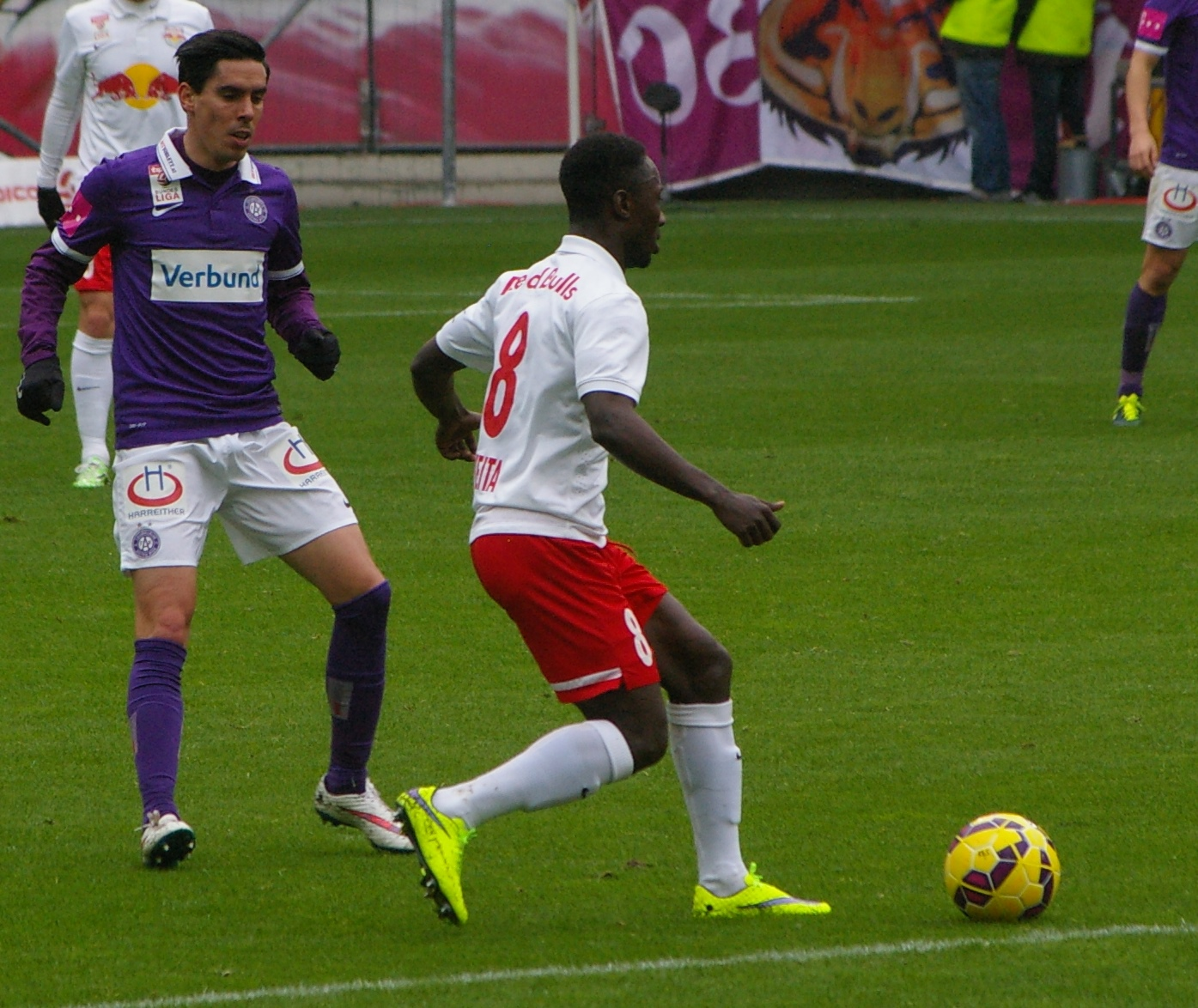
Red Bull Salzbourg

#### RB Leipzig
Le 20 juin 2016, il s'engage avec le club allemand RB Leipzig fraîchement promu en Bundesliga. Le 23 octobre 2016, il réalise son premier doublé avec Leipzig, lors d'une rencontre de championnat face au Werder Brême. Il contribue ainsi à la victoire de son équipe par trois buts à un. Il réalise un très bon début de saison avec Leipzig puisqu'il inscrit 4 buts et une passe décisive en 12 rencontres. Leipzig termine la saison 2016-2017 de Bundesliga 2e derrière le Bayern de Munich et Naby Keïta finit la saison avec 8 buts et 7 passes décisives en 31 matchs.

#### Liverpool FC
Le RB Leipzig et Liverpool trouvent un accord lors du mercato estival 2017 pour sécuriser l'arrivée du joueur au 1er juillet 2018. Le montant de la transaction est fixé à 80M€ si Leipzig se qualifie pour la Ligue des champions 2018-2019 et 60M€ si le club allemand se qualifie pour la Ligue Europa 2018-2019. Leipzig échouant à la 5e place au terme de la saison, le transfert est officialisé le 27 juin 2018 pour 60 millions d'euros.
Il marque de la tête son premier but le 5 avril 2019 contre Southampton et contribue à une importante victoire 3-1. Le 26 avril, il marque le but le plus rapide de l'histoire du club en Premier League contre Huddersfield Town, après quinze secondes de jeu, sur un service de Mohamed Salah. Néanmoins, Keïta se blesse à l'adducteur gauche lors de la demi-finale aller de Ligue des champions perdue 3 buts à 0 contre le FC Barcelone et doit mettre un terme à sa saison. En son absence, les Reds remporte le mach retour à domicile 4 buts à 0, faisant de lui le premier guinéen en finale de la Ligue des champions. Le 1er juin, Keïta devient le premier guinéen à remporter la Ligue des champions. Le 17 mai 2023, le club anglais annonce qu'il ne prolongera pas le contrat de Naby Keïta qui sera donc libre en juin 2023.

#### Werder Brême
Le 9 juin 2023, Naby Keïta s'engage librement avec le Werder Brême.

#### Ferencváros
Le 10 décembre 2024, Naby Keita est prêté dès le mois de janvier 2025 pour un an à Ferencváros TC.

### Carrière internationale

#### En équipe de Guinée
Naby Keita est sélectionné pour la première fois par Michel Dussuyer le 25 mai 2014 lors d'un match amical contre le Mali. Lors de cette première sélection, il obtient un penalty pour une victoire 2-1 des siens.
Rapidement il devient un titulaire à part entière et parvient à dynamiser le jeu guinéen. Il est logiquement choisi pour faire partie des 23 joueurs sélectionnés pour jouer la Coupe d'Afrique des nations 2015. Durant la compétition la Guinée affronte la Côte d'Ivoire, le Cameroun et le Mali. Terminant les trois matchs à égalité et sur le même score (1-1), l'équipe est à égalité parfaite avec le Mali. Le tirage au sort est en faveur des Guinéens, qui sont ainsi qualifiés pour les quarts de finale. Opposée au Ghana, la Guinée est inexistante et est sévèrement battue (3-0). Pendant la compétition, Naby Keita ne sera pas parvenu à marquer ou faire une passe décisive.
Après la CAN, il continue d'être appelé en sélection par Luis Fernandez le nouveau sélectionneur.
Le 12 novembre 2015, il marque son premier but en sélection face à la Namibie, puis son second trois jours plus tard face à la même équipe lors du 2e tour des éliminatoires de la Coupe du Monde de 2018. Au terme de l'année 2015, il est désigné meilleur joueur guinéen de l'année.
En janvier 2022, il est retenu par le sélectionneur Kaba Diawara afin de participer à la Coupe d'Afrique des nations 2021 organisée au Cameroun.
Naby Keita est décrit comme un milieu de terrain relayeur dynamique au profil box to box. Il est également capable de distribuer le ballon avec précision ainsi que de marquer des buts de façon régulière à un poste de meneur de jeu. Son profil peut être comparé à celui du milieu international portugais Deco.
Le 23 décembre 2023, il est de nouveau retenu dans la liste des vingt-cinq joueurs sélectionnés pour la Coupe d'Afrique des nations 2023.
Il fait partie de l'équipe de Guinée participant aux Jeux olympiques d'été de 2024 ; il est d'ailleurs nommé porte-drapeau de la délégation guinéenne.

## Statistiques
| Saison                | Club                  | Championnat           | Championnat | Championnat | Championnat | Coupe nationale | Coupe nationale | Coupe nationale | Coupe de la Ligue | Coupe de la Ligue | Coupe de la Ligue | Supercoupe | Supercoupe | Supercoupe | Compétition(s) continentale(s) | Compétition(s) continentale(s) | Compétition(s) continentale(s) | Compétition(s) continentale(s) | Guinée | Guinée | Guinée | Total | Total | Total |
| Saison                | Club                  | Division              | M.          | B.          | P.d.        | M.              | B.              | P.d.            | M.                | B.                | P.d.              | M.         | B.         | P.d.       | Comp.                          | M.                             | B.                             | P.d.                           | M.     | B.     | P.d.   | M.    | B.    | P.d.  |
| 2013-2014             | FC Istres             | Ligue 2               | 23          | 4           | 9           | 1               | 0               | 0               | -                 | -                 | -                 | -          | -          | -          | -                              | -                              | -                              | -                              | 1      | 0      | 0      | 25    | 4     | 9     |
| 2014-2015             | Red Bull Salzbourg    | Bundesliga            | 30          | 5           | 2           | 4               | 0               | 0               | -                 | -                 | -                 | -          | -          | -          | C1+C3                          | 3+7                            | 0+1                            | 0+1                            | 11     | 0      | 1      | 55    | 6     | 4     |
| 2015-2016             | Red Bull Salzbourg    | Bundesliga            | 29          | 12          | 7           | 5               | 2               | 0               | -                 | -                 | -                 | -          | -          | -          | C1                             | 3                              | 0                              | 0                              | 6      | 2      | 2      | 43    | 16    | 9     |
| Sous-total            | Sous-total            | Sous-total            | 59          | 17          | 9           | 9               | 2               | 0               | -                 | -                 | -                 | -          | -          | -          | -                              | 13                             | 1                              | 1                              | 17     | 2      | 3      | 98    | 22    | 13    |
| 2016-2017             | RB Leipzig            | Bundesliga            | 31          | 8           | 7           | 1               | 0               | 0               | -                 | -                 | -                 | -          | -          | -          | -                              | -                              | -                              | -                              | 4      | 1      | 1      | 36    | 9     | 8     |
| 2017-2018             | RB Leipzig            | Bundesliga            | 27          | 6           | 5           | 2               | 1               | 0               | -                 | -                 | -                 | -          | -          | -          | C1+C3                          | 5+5                            | 2+0                            | 0+2                            | 3      | 2      | 0      | 42    | 11    | 7     |
| Sous-total            | Sous-total            | Sous-total            | 58          | 14          | 12          | 3               | 1               | 0               | -                 | -                 | -                 | -          | -          | -          | -                              | 10                             | 2                              | 2                              | 7      | 3      | 1      | 78    | 20    | 15    |
| 2018-2019             | Liverpool FC          | Premier League        | 25          | 2           | 1           | 1               | 0               | 0               | 1                 | 0                 | 0                 | -          | -          | -          | C1                             | 6                              | 1                              | 0                              | 6      | 0      | 0      | 39    | 3     | 1     |
| 2019-2020             | Liverpool FC          | Premier League        | 18          | 2           | 3           | -               | -               | -               | 2                 | 0                 | 0                 | 1          | 0          | 0          | C1+CMC                         | 4+2                            | 1+1                            | 0+0                            | 2      | 1      | 0      | 29    | 5     | 3     |
| 2020-2021             | Liverpool FC          | Premier League        | 10          | 0           | 0           | -               | -               | -               | 1                 | 0                 | 0                 | 1          | 0          | 0          | C1                             | 4                              | 0                              | 0                              | 3      | 1      | 0      | 19    | 1     | 0     |
| 2021-2022             | Liverpool FC          | Premier League        | 23          | 3           | 1           | 4               | 0               | 0               | 3                 | 0                 | 0                 | -          | -          | -          | C1                             | 10                             | 1                              | 2                              | 7      | 1      | 0      | 47    | 5     | 3     |
| 2022-2023             | Liverpool FC          | Premier League        | 8           | 0           | 0           | 3               | 0               | 0               | 1                 | 0                 | 0                 | 1          | 0          | 0          | C1                             | -                              | -                              | -                              | -      | -      | -      | 13    | 0     | 0     |
| Sous-total            | Sous-total            | Sous-total            | 84          | 7           | 5           | 8               | 0               | 0               | 8                 | 0                 | 0                 | 3          | 0          | 0          | -                              | 26                             | 4                              | 2                              | 18     | 3      | 0      | 147   | 14    | 7     |
| 2023-2024             | Werder Brême          | Bundesliga            | 5           | 0           | 0           | -               | -               | -               | -                 | -                 | -                 | -          | -          | -          | -                              | -                              | -                              | -                              | 3      | 0      | 0      | 8     | 0     | 0     |
| 2024-2025             | Ferencváros TC (prêt) | OTP Bank Liga         | 10          | 0           | 1           | 1               | 0               | 0               | -                 | -                 | -                 | -          | -          | -          | -                              | -                              | -                              | -                              | -      | -      | -      | 11    | 0     | 1     |
| Total sur la carrière | Total sur la carrière | Total sur la carrière | 239         | 42          | 36          | 22              | 3               | 0               | 8                 | 0                 | 0                 | 3          | 0          | 0          | -                              | 49                             | 7                              | 5                              | 46     | 8      | 3      | 367   | 60    | 44    |

## Palmarès

### Club
Naby Keita remporte ses premiers titres sous les couleurs du Red Bull Salzbourg en faisant deux doublés coupe-championnat en deux saisons, remportant ainsi le championnat d'Autriche en 2015 et 2016 et la Coupe d'Autriche les mêmes années.
Après un passage au RB Leipzig avec qui il ne remporte aucun titre mais termine vice-champion d'Allemagne en 2017, il arrive au Liverpool FC où il garnit son palmarès dès sa première saison en remportant Coupe du monde des clubs mais ne joue pas la finale de Ligue des champions la même année remporté par les Reds. Pour sa seconde saison, il est Champion d'Angleterre. Il remporte ses trois derniers titres en 2022 en remportant la Coupe d'Angleterre, la Coupe de la Ligue et le Community Shield après deux échecs en 2019 et 2020. Cette même année, le club est vice-champion d'Angleterre et finaliste de la Ligue des champions.
| Red Bull Salzbourg (4)                                                                                       | RB Leipzig                                         | Liverpool (6) |
| --- | -------------------------------------------------- | --- |
| - Championnat d'Autriche (2) : - Champion : 2015 et 2016 - Coupe d'Autriche (2) : - Vainqueur : 2015 et 2016 | - Championnat d'Allemagne : - Vice-champion : 2017 | - Ligue des champions : - Vainqueur : 2019 - Finaliste : 2022 - Coupe du monde des clubs (1) : - Vainqueur : 2019 - Championnat d'Angleterre (1) : - Champion : 2020 - Vice-champion : 2019 et 2022 - Coupe d'Angeleterre (1) : - Vainqueur : 2022 - Coupe de la Ligue (1) : - Vainqueur : 2022 - Community Shield (1) : - Vainqueur : 2022 - Finaliste : 2019 et 2020. |

### Individuel
- Premier footballeur guinéen en finale de la ligue des champions
- Membre de l'équipe type du championnat d'Allemagne 2016-2017
- Meilleur joueur guinéen de l'année 2016-2017.
- Avril 2019 : but le plus rapide de l'histoire de Liverpool, depuis plus de 25 ans.
- Meilleur joueur d'Autriche de l'année 2015-2016
- Membre de l’équipe type UEFA Europa League 2017-2018
- Elu meilleur milieu de terrain de Bundesliga 2016-2017